# Мария Тролева
Мария Тролева е сред първите български говорителки в телевизията.

## Биография
Родена е през 1943 г. Едва 19-годишна се явява на конкурс. Преминава значителна подготовка, след което започва да чете новините от януари 1962 година заедно с Анахид Тачева, Даниел Илиев, Георги Ламбрев, Никола Филипов и Димитър Игнатиев. От нейния професионализъм са се учили много млади говорили като например Инна Симеонова.
Първият ѝ съпруг е операторът Александър Мутафчиев, от когото има дъщеря Косара, днес говорителка в „Нова телевизия“. От втория си брак има син Аспарух. Умира от рак през 1992 г.

## Филмография
- Карамбол (1966) - Мария, съпругата на Емил